# Volta a Cataluña 2006
La 86ª edición de la Volta a Cataluña, disputada en 2006 entre el 15 al 21 de mayo, estuvo dividida en siete etapas, por un total de 994 km. 
Se repartieron 10, 6 y 4 segundos de bonificación por los tres primeros de cada etapa, y de 3, 2 y 1 por las metas volantes.
De nuevo, la Volta coincidió con el Giro lo que hizo que no volviesen a venir las principales figuras mundiales del pelotón. Los principales favoritos antes de salir eran el colombiano Santiago Botero y Francisco Mancebo.
Se sustituyó la contrarreloj por equipos inicial de la edición anterior, por una contrarreloj individual también en las inmediaciones de Salou.

## Etapas
| Etapa    | Fecha      | Recorrido                       | Km            | Vencedor de etapa     | Líder de la clasificación general |
| Prólogo  | 15 de mayo | Salou - Salou                   | 12,6 km (CRI) | Fabian Cancellara     | Fabian Cancellara                 |
| 1ª etapa | 16 de mayo | Cambrils - Cambrils             | 146,9 km      | Luis Pérez            | Fabian Cancellara                 |
| 2ª etapa | 17 de mayo | Salou - San Carlos de la Rápita | 160,6 km      | Thor Hushovd          | Thor Hushovd                      |
| 3ª etapa | 18 de mayo | Perafort - Vallnord             | 225 km        | Carlos Castaño        | Carlos Castaño                    |
| 4ª etapa | 19 de mayo | Llivia - Manlleu                | 161,5 km      | Adolfo García Quesada | Carlos Castaño                    |
| 5ª etapa | 20 de mayo | Manlleu - Lloret de Mar         | 166,4 km      | Matej Mugerli         | David Cañada                      |
| 6ª etapa | 21 de mayo | Lloret de Mar - Barcelona       | 121,6 km      | Daniele Bennati       | David Cañada                      |

### 15-05-2006: Salou, 12,6 km. (CRI)
|   | Ciclista          | Equipo                         | Tiempo |
| - | ----------------- | ------------------------------ | ------ |
| 1 | Fabian Cancellara | Team CSC                       | 14'55" |
| 2 | Vladimir Karpets  | Caisse d'Epargne-Illes Balears | + 3"   |
| 3 | Janez Brajkovič   | Discovery Channel              | m. t.  |

|   | Ciclista          | Equipo                         | Tiempo |
| - | ----------------- | ------------------------------ | ------ |
| 1 | Fabian Cancellara | Team CSC                       | 14'55" |
| 2 | Vladímir Karpets  | Caisse d'Epargne-Illes Balears | + 3"   |
| 3 | Janez Brajkovič   | Discovery Channel              | m. t.  |

### 16-05-2006: Cambrils, 146,9 km.
|   | Ciclista     | Equipo                         | Tiempo    |
| - | ------------ | ------------------------------ | --------- |
| 1 | Luis Pérez   | Andalucía-Paul Versan          | 3h 57'14" |
| 2 | Isaac Gálvez | Caisse d'Epargne-Illes Balears | + 12"     |
| 3 | Thor Hushovd | Crédit Agricole                | m. t.     |

|   | Ciclista          | Equipo                         | Tiempo    |
| - | ----------------- | ------------------------------ | --------- |
| 1 | Fabian Cancellara | Team CSC                       | 4h 12'21" |
| 2 | Vladimir Karpets  | Caisse d'Epargne-Illes Balears | + 3"      |
| 3 | Janez Brajkovič   | Discovery Channel              | m. t.     |

### 17-05-2006: Salou-San Carlos de la Rápita, 160,6 km.
|   | Ciclista         | Equipo                 | Tiempo    |
| - | ---------------- | ---------------------- | --------- |
| 1 | Thor Hushovd     | Crédit Agricole        | 4h 16'14" |
| 2 | René Haselbacher | Gerolsteiner           | m. t.     |
| 3 | Robert Hunter    | Phonak Hearing Systems | m. t.     |

|   | Ciclista          | Equipo                 | Tiempo    |
| - | ----------------- | ---------------------- | --------- |
| 1 | Thor Hushovd      | Crédit Agricole        | 8h 28'34" |
| 2 | Robert Hunter     | Phonak Hearing Systems | m. t.     |
| 3 | Fabian Cancellara | Team CSC               | + 1"      |

### 18-05-2006: Perafort-Vallnord, 225 km.
|   | Ciclista          | Equipo                 | Tiempo    |
| - | ----------------- | ---------------------- | --------- |
| 1 | Carlos Castaño    | Kaiku                  | 6h 03'41" |
| 2 | Christophe Moreau | AG2R Prévoyance        | + 52"     |
| 3 | Santiago Botero   | Phonak Hearing Systems | + 1'53"   |

|   | Ciclista          | Equipo                 | Tiempo     |
| - | ----------------- | ---------------------- | ---------- |
| 1 | Carlos Castaño    | Kaiku                  | 14h 32'52" |
| 2 | Santiago Botero   | Phonak Hearing Systems | + 1'18"    |
| 3 | Christophe Moreau | AG2R Prévoyance        | + 1'24"    |

### 19-05-2006: Llivia-Manlleu, 161,5 km.
|   | Ciclista              | Equipo                         | Tiempo    |
| - | --------------------- | ------------------------------ | --------- |
| 1 | Adolfo García Quesada | Andalucía-Paul Versan          | 3h 52'44" |
| 2 | David Arroyo          | Caisse d'Epargne-Illes Balears | m. t.     |
| 3 | Eladio Jiménez        | Comunitat Valenciana           | m. t.     |

|   | Ciclista        | Equipo                 | Tiempo     |
| - | --------------- | ---------------------- | ---------- |
| 1 | Carlos Castaño  | Kaiku                  | 18h 26'31" |
| 2 | David Cañada    | Saunier Duval-Prodir   | + 1'16"    |
| 3 | Santiago Botero | Phonak Hearing Systems | + 1'18"    |

### 20-05-2006: Manlleu-Lloret de Mar, 166,4 km.
|   | Ciclista         | Equipo          | Tiempo    |
| - | ---------------- | --------------- | --------- |
| 1 | Matej Mugerli    | Liquigas        | 4h 02'01" |
| 2 | Thor Hushovd     | Crédit Agricole | + 1"      |
| 3 | Manuel Quinziato | Liquigas        | m. t.     |

|   | Ciclista          | Equipo                 | Tiempo     |
| - | ----------------- | ---------------------- | ---------- |
| 1 | David Cañada      | Saunier Duval-Prodir   | 22h 29'49" |
| 2 | Santiago Botero   | Phonak Hearing Systems | + 02"      |
| 3 | Christophe Moreau | AG2R Prévoyance        | + 08"      |

### 21-05-2006: Lloret de Mar-Barcelona, 121,6 km.
|   | Ciclista        | Equipo                | Tiempo    |
| - | --------------- | --------------------- | --------- |
| 1 | Daniele Bennati | Lampre-Fondital       | 2h 36'37" |
| 2 | Aaron Kemps     | Liberty Seguros-Würth | m. t.     |
| 3 | Erik Zabel      | Milram                | m. t.     |

|   | Ciclista          | Equipo                 | Tiempo     |
| - | ----------------- | ---------------------- | ---------- |
| 1 | David Cañada      | Saunier Duval-Prodir   | 25h 06'26" |
| 2 | Santiago Botero   | Phonak Hearing Systems | + 02"      |
| 3 | Christophe Moreau | AG2R Prévoyance        | + 08"      |

## Clasificaciones finales

### Clasificación general
| Posición | Ciclista          | Equipo                         | Tiempo     |
| -------- | ----------------- | ------------------------------ | ---------- |
|          | David Cañada      | Saunier Duval-Prodir           | 25h 06'26" |
| 2        | Santiago Botero   | Phonak Hearing Systems         | + 2"       |
| 3        | Christophe Moreau | AG2R Prévoyance                | + 8"       |
| 4        | Ryder Hesjedal    | Phonak Hearing Systems         | + 35"      |
| 5        | Janez Brajkovič   | Discovery Channel              | + 48"      |
| 6        | Linus Gerdemann   | T-Mobile Team                  | + 57"      |
| 7        | Francisco Mancebo | AG2R Prévoyance                | + 1'11"    |
| 8        | Vladimir Karpets  | Caisse d'Epargne-Illes Balears | + 1'24"    |
| 9        | Denis Menchov     | Rabobank                       | + 1'27"    |
| 10       | David Arroyo      | Caisse d'Epargne-Illes Balears | + 1'35"    |

## Clasificaciones secundarias
|   | Ciclista             | Equipo                | Puntos   |
| - | -------------------- | --------------------- | -------- |
| 1 | Christophe Moreau    | AG2R Prévoyance       | 84 punts |
| 2 | José Alberto Benítez | Saunier Duval-Prodir  | 46 punts |
| 3 | Francisco José Lara  | Andalucía-Paul Versan | 31 punts |

|   | Ciclista         | Equipo                | Puntos   |
| - | ---------------- | --------------------- | -------- |
| 1 | Eladio Jiménez   | Comunitat Valenciana  | 12 punts |
| 2 | Rémy Di Gregorio | La Française des Jeux | 5 punts  |
| 3 | Stéphane Augé    | Cofidis               | 4 punts  |

|   | Ciclista        | Equipo                | Puntos    |
| - | --------------- | --------------------- | --------- |
| 1 | Thor Hushovd    | Crédit Agricole       | 69 puntos |
| 2 | Daniele Bennati | Lampre-Fondital       | 49 puntos |
| 3 | Aaron Kemps     | Liberty Seguros-Würth | 41 puntos |

|   | Equipo                         | Nacionalidad | Tiempo     |
| - | ------------------------------ | ------------ | ---------- |
| 1 | Phonak Hearing Systems         | Suiza        | 75h 22'34" |
| 2 | Caisse d'Epargne-Illes Balears | España       | + 21"      |
| 3 | AG2R Prévoyance                | Francia      | + 1'12"    |

## Progreso de las clasificaciones
Esta tabla muestra el progrero de las diferentes clasificaciones durante el desarrollo de la prueba.
| Etapa (Guanyador)                 | Clasificación General | Clasificación de la Montaña | Clasificación por Puntos | Clasificación por equipos      |
| --------------------------------- | --------------------- | --------------------------- | ------------------------ | ------------------------------ |
| Etapa 1 (CRI) (Fabian Cancellara) | Fabian Cancellara     | no se repartieron puntos    | Fabian Cancellara        | Team CSC                       |
| Etapa 2 (Luis Pérez)              | Fabian Cancellara     | José Alberto Benítez        | Fabian Cancellara        | Team CSC                       |
| Etapa 3 (Thor Hushovd)            | Thor Hushovd          | José Alberto Benítez        | Thor Hushovd             | Team CSC                       |
| Etapa 4 (Carlos Castaño)          | Carlos Castaño        | Christophe Moreau           | Thor Hushovd             | Kaiku                          |
| Etapa 5 (Adolfo García Quesada)   | Carlos Castaño        | Christophe Moreau           | Thor Hushovd             | Caisse d'Epargne-Illes Balears |
| Etapa 6 (Matej Mugerli)           | David Cañada          | Christophe Moreau           | Thor Hushovd             | Phonak Hearing Systems         |
| Etapa 7 (Daniele Bennati)         | David Cañada          | Christophe Moreau           | Thor Hushovd             | Phonak Hearing Systems         |